# Prudential plc
Prudential ist ein britisches Finanz- und Versicherungsunternehmen mit Firmensitz in London, England. Es ist im Aktienindex FTSE 100 an der Londoner Börse gelistet. Prudential beschäftigt weltweit rund 22.000 Mitarbeiter (Stand 2013) und hat 20 Millionen Kunden. Neben seinem Stammland Großbritannien operiert Prudential in zwölf Ländern Asiens und besitzt in den Vereinigten Staaten das Unternehmen Jackson National Life, in Großbritannien die Fondsgesellschaft M&G. Daneben hat es die Aktienmehrheit im Finanzunternehmen Egg Banking, einer Internetbank. Prudential bietet Renten, Lebensversicherungen, Investments und weitere Finanzdienstleistungen an.
In den Forbes Global 2000 der weltgrößten Unternehmen belegt Prudential plc Platz 66 (Stand: GJ 2017). Das Unternehmen kam Anfang 2018 auf einen Börsenwert von über 68 Mrd. USD.
Prudential ist nicht zu verwechseln mit dem Unternehmen Prudential Financial aus den Vereinigten Staaten.

## Unternehmensgeschichte

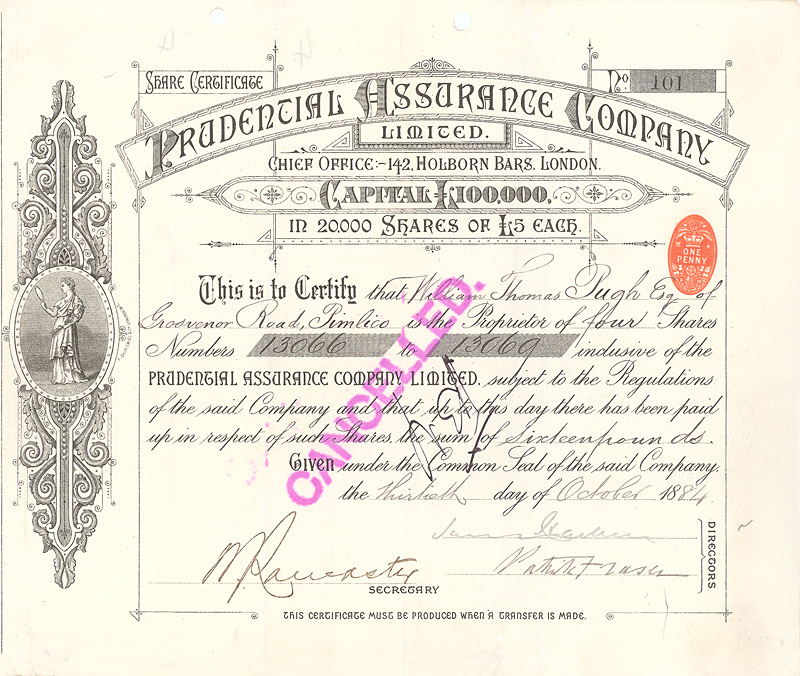
Aktie der Prudential Assurance Company vom 30. Oktober 1884

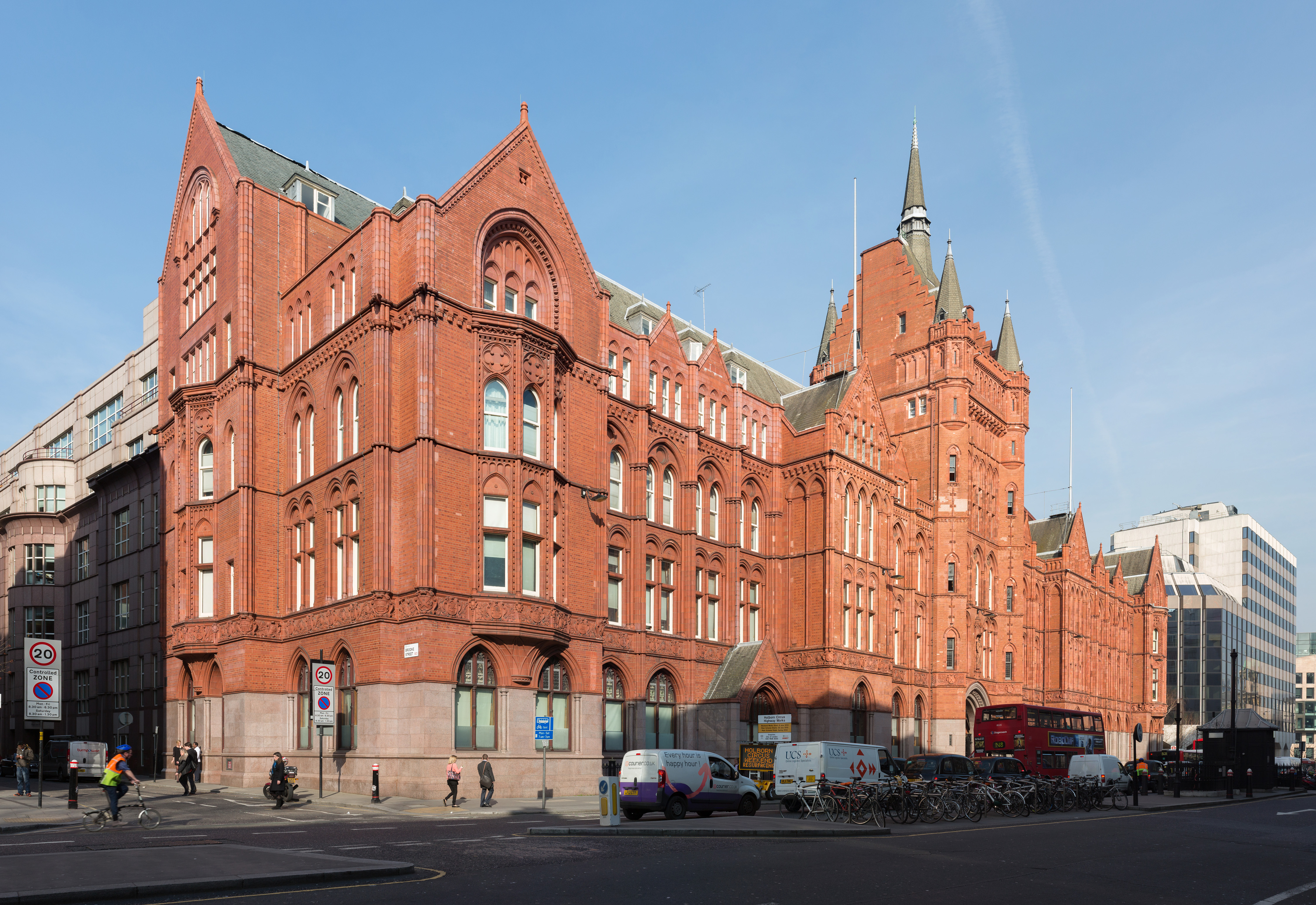
Holborn Bars—Der ursprüngliche Firmensitz von Prudential

Prudential wurde am 30. Mai 1848 in Hatton Garden, London, unter dem Namen „The Prudential Mutual Assurance Investment and Loan Association“ gegründet. 1911 war die Prudential Assurance Company das größte Versicherungsunternehmen in Europa.
1924 ging das Unternehmen an die Londoner Börse.

## Aktionärsstruktur
Mit dem Geschäftsbericht 2024 waren folgende größere Aktionäre bekannt:
- BlackRock - 5,08 %
- Norges Bank - 4,21 %